# Штрекер, Карл (генерал)
Карл Штре́кер (нем. Karl Strecker; 20 сентября 1884 — 10 апреля 1973) — германский генерал-полковник времен Второй мировой войны.

## Биография
Штрекер, сын прусского офицера, начал службу 14 июня 1905 года в звании лейтенанта в 152-м пехотном полку. Во время Первой мировой войны он служил в качестве ротного и батальонного офицера и офицера Генерального штаба, где и дослужился до капитана.
Демобилизовавшись в 1920 году майором армии, Штрекер вступил в ряды охранной полиции (нем. Schutzpolizei). Позднее служил в качестве офицера полиции в Мюнстере, Потсдаме и Берлине, и в конце концов был назначен командиром Мюнстерской школы полиции. 1 апреля 1934 года Штрекер становится генерал-майором полиции и начальником Северного отделения национальной полицейской инспекции в Щецине. С введением воинской повинности 14 июня 1935 года Штрекер вернулся в армию в прежнем звании.
С началом Второй мировой войны он был командиром 79-й пехотной дивизии, с которой прошел Францию, Югославию и Советский Союз. 1 июня 1940 года Штрекер получил звание генерал-лейтенанта. После присвоения 1 апреля 1942 года звания генерала пехоты назначен командующим 17-м армейским корпусом, С 12 июня 1942 года — командующий 11-м армейским корпусом, с которым принимал участие в Сталинградской битве. Сдался в «северном котле» Сталинграда 2 февраля 1943 года, спустя 2 дня после того, как получил повышение до генерал-полковника в день капитуляции в «южном котле» Фридриха Паулюса (31 января 1943 года).
Карл Штрекер был освобожден 9 октября 1955 года.

## Награды
- Железный крест (1914) 2-го и 1-го класса
- Медаль «За выслугу лет в вермахте» с 4-го по 1-й класс
- Почётный крест Первой мировой войны 1914/1918 с мечами
- Пряжка к Железному кресту (1939) 2-го и 1-го класса
- Рыцарский крест Железного креста (26 октября 1941)
- Медаль «За зимнюю кампанию на Востоке 1941/42»
- Немецкий крест в золоте[2] (25 января 1943)
- Орден Михая Храброго 3-й степени (6 ноября 1942)

### Комментарии
1. ↑  Начальником штаба корпуса служил полк. Гельмут Гроскурт — видный деятель немецкого антигитлеровского сопротивления.

### Сноски
1. ↑  Ritterkreuzträger Karl Strecker (нем.). Дата обращения: 24 апреля 2012. Архивировано из оригинала 11 мая 2012 года.
2. ↑  Fellgiebel 2000, p. 336.